# Lijst van keizers van de Latere Le-dynastie
Hieronder bevindt zich een lijst van alle keizers van de Latere Le-dynastie. De Vietnamese dynastie had twee delen: de eerste Le of Lê sơ en de gerestaureerde Le of Lê trung hưng.

## Eerste Le
| Tempelnaam | Postume naam | Echte naam             | Jaren regering | Regeernamen                                  |
| ---------- | --- | ---------------------- | -------------- | -------------------------------------------- |
| Thái Tổ    | Thống Thiên Khải Vận Thánh Đức Thần Công Duệ Văn Anh Vũ Khoan Minh Dũng Trí Hoàng Nghĩa Chí Minh Đại Hiếu Cao Hoàng Đế | Lê Lợi                 | 1428-1433      | Thuận Thiên                                  |
| Thái Tông  | Kế Thiên Thể Đạo Hiển Đức Thánh Công Khâm Minh Văn Tư Anh Duệ Triết Chiêu Hiến Kiến Trung Văn Hoàng Đế                 | Lê Nguyên Long         | 1434-1442      | Thiệu Bình (1434-1439) Đại Bảo (1440-1442)   |
| Nhân Tông  | Khâm Văn Nhân Hiếu Tuyên Minh Thông Duệ Tuyên Hoàng Đế                                                                 | Lê Bang Cơ             | 1443-1459      | Đại Hòa (1443-1453) Diên Ninh (1454-1459)    |
| Thánh Tông | Sùng Thiên Quảng Vận Cao Minh Quang Chính Chí Đức Đại Công Thánh Văn Thần Vũ Đạt Hiếu Thuần Hoàng Đế                   | Lê Tư Thành Lê Hạo     | 1460-1497      | Quang Thuận (1460-1469) Hồng Đức (1470-1497) |
| Hiến Tông  | Thể Thiên Ngưng Đạo Mậu Đức Chí Chiêu Văn Thiệu Vũ Tuyên Triết Khâm Thành Chương Hiếu Duệ Hoàng Đế                     | Lê Sanh Lê Tăng Lê Huy | 1497-1504      | Cảnh Thống                                   |
| Túc Tông   | Chiêu Nghĩa Hiển Nhân Ôn Cung Uyên Mặc Hiếu Doãn Cung Khâm Hoàng Đế                                                    | Lê Thuần               | 1504           | Thái Trinh                                   |
| geen       | Uy Mục Đế | Lê Tuấn Lê Huyên       | 1505-1509      | Thái Trinh Đoan Khánh                        |
| geen       | Tương Dực Đế | Lê Oanh                | 1510-1516      | Hồng Thuận                                   |
| Chiêu Tông | Thần Hoàng Đế | Lê Y Lê Huệ            | 1516-1522      | Quang Thiệu (1516-1526)                      |
| Cung Hoàng | Cung Hoàng Đế | Lê Xuân Lê Lự          | 1522-1527      | Quang Thiệu (1516-1526) Thống Nguyên (1527)  |

## Gerestaureerde Le
| Tempelnaam              | Postume naam   | Echte naam    | Jaren regering | Regeernamen                                                                       |
| ----------------------- | -------------- | ------------- | -------------- | --------------------------------------------------------------------------------- |
| Trang Tông              | Dụ Hoàng Đế    | Lê Duy Ninh   | 1533-1548      | Nguyên Hoà                                                                        |
| Trung Tông              | Vũ Hoàng Đế    | Lê Duy Huyên  | 1548-1556      | Thuận Bình                                                                        |
| Anh Tông                | Tuấn Hoàng Đế  | Lê Duy Bang   | 1556-1573      | Thiên Hữu (1557) Chính Trị (1558-1571) Hồng Phúc (1572-1573)                      |
| Thế Tông                | Nghị Hoàng Đế  | Lê Duy Đàm    | 1573-1599      | Gia Thái (1573-1577) Quang Hưng (1578-1599)                                       |
| Kính Tông               | Huệ Hoàng Đế   | Lê Duy Tân    | 1600-1619      | Thuận Đức (1600) Hoằng Định (1601-1619)                                           |
| Thần Tông (eerste keer) | Uyên Hoàng Đế  | Lê Duy Kỳ     | 1619-1643      | Vĩnh Tộ (1620-1628) Đức Long (1629-1634) Dương Hoà (1634-1643)                    |
| Chân Tông               | Thuận Hoàng Đế | Lê Duy Hữu    | 1634-1649      | Phúc Thái                                                                         |
| Thần Tông (tweede keer) | Uyên Hoàng Đế  | Lê Duy Kỳ     | 1649-1662      | Khánh Đức (1649-1652) Thịnh Đức (1653-1657) Vĩnh Thọ (1658-1661) Vạn Khánh (1662) |
| Huyền Tông              | Mục Hoàng Đế   | Lê Duy Vũ     | 1663-1671      | Cảnh Trị                                                                          |
| Gia Tông                | Mỹ Hoàng Đế    | Lê Duy Hội    | 1672-1675      | Dương Đức (1672-1673) Đức Nguyên (1674-1675)                                      |
| Hi Tông                 |                | Lê Duy Hợp    | 1675-1705      | Vĩnh Trị (1678-1680) Chính Hoà (1680-1705)                                        |
| Dụ Tông                 |                | Lê Duy Đường  | 1706-1729      | Vĩnh Thịnh (1706-1719) Bảo Thái (1720-1729)                                       |
|                         | afgezet        | Lê Duy Phường | 1729-1732      | Vĩnh Khánh                                                                        |
| Thuần Tông              |                | Lê Duy Tường  | 1732-1735      | Long Đức                                                                          |
| Ý Tông                  |                | Lê Duy Thìn   | 1735-1740      | Vĩnh Hữu                                                                          |
| Hiển Tông               |                | Lê Duy Diêu   | 1740-1786      | Cảnh Hưng                                                                         |
| Mẫn Đế                  |                | Lê Duy Khiêm  | 1786-1788      | Chiêu Thống                                                                       |